# Smiths dakschildpad
Smiths dakschildpad (Pangshura smithii) is een schildpad uit de familie Geoemydidae. De soort behoorde lange tijd tot het geslacht Kachuga zodat de verouderde wetenschappelijk naam in de literatuur vaak wordt gebruikt. De soort werd voor het eerst wetenschappelijk beschreven door John Edward Gray in 1863. Oorspronkelijk werd de wetenschappelijke naam Batagus smithii gebruikt.

## Uiterlijke kenmerken
Smiths dakschildpad bereikt een maximale schildlengte tot 23 centimeter. Het rugschild is bruin tot lichtbruin van kleur en heeft een lage kiel op het midden van het schild, die zeer sterk afsteekt vanwege een zwarte kleur. Het schild is elliptisch van vorm. Het buikschild is langwerpig en smal en is geel van kleur met op iedere buikplaat een zwarte vlek. De kop heeft een korte uit-stekende snuit, de kleur is rood- tot geelachtig grijs, de snuit is donkerder en achter ieder oog is een rode vlek aanwezig. De nek is grijs met dunne gele strepen aan de zijkanten.

## Verspreiding en habitat
Smiths dakschildpad komt voor in delen van Azië en komt voor in de landen Bangladesh, India en Pakistan. De habitat bestaat uit rivieren en kanalen, soms wordt de schildpad aangetroffen in vijvers en meren. Modderig, stromend water met uit-stekende objecten heeft de voorkeur, de schildpad neemt graag een zonnebad. Het is een schuwe soort die bij de geringste verstoring het water in duikt.

## Levenswijze
Het voedsel van in gevangenschap gehouden exemplaren bestaat uit garnalen, vissen, kikkers, insecten, wormen en vlees, ook plantendelen worden gegeten.
De eitjes zijn wit van kleur en langwerpig van vorm. De vrouwtjes produceren 7 tot 9 eieren per legsel, de eieren worden begraven in zandbanken. De pas uitgekomen juvenielen hebben een schildlengte van ongeveer vier centimeter.

## Ondersoorten
Er worden twee ondersoorten erkend, die verschillen in het uiterlijk en het verspreidingsgebied.
- Ondersoort Pangshura smithii smithii
- Ondersoort Pangshura smithii pallidipes